# Dexter (Minnesota)
Dexter es una ciudad ubicada en el condado de Mower en el estado estadounidense de Minnesota. En el Censo de 2010 tenía una población de 341 habitantes y una densidad poblacional de 87,77 personas por km².

## Geografía
Dexter se encuentra ubicada en las coordenadas 43°43′12″N 92°42′10″O / 43.72000, -92.70278. Según la Oficina del Censo de los Estados Unidos, Dexter tiene una superficie total de 3.88 km², de la cual 3.88 km² corresponden a tierra firme y (0%) 0 km² es agua.

## Demografía
Según el censo de 2010, había 341 personas residiendo en Dexter. La densidad de población era de 87,77 hab./km². De los 341 habitantes, Dexter estaba compuesto por el 95.89% blancos, el 0.59% eran afroamericanos, el 0.88% eran amerindios, el 0.29% eran asiáticos, el 0% eran isleños del Pacífico, el 0.29% eran de otras razas y el 2.05% pertenecían a dos o más razas. Del total de la población el 1.76% eran hispanos o latinos de cualquier raza.